# Dimocarpus
Dimocarpus — род тропических древесных растений семейства Сапиндовые (Sapindaceae).

## Распространение
Род включает около 20 видов деревьев и кустарников, произрастающих естественным образом в тропических районах Юго-Восточной Азии. 
Ареал охватывает Малезию, Папуасию и Австралазию захватывает территорию Шри-Ланки, Индии, Филиппин, южный Китай, Тайвань, Бирму, Камбоджу, Вьетнам, Малайзию, Индонезию, Новую Гвинею, Восточный Тимор, северо-восточные районы Квинсленда в Австралии.

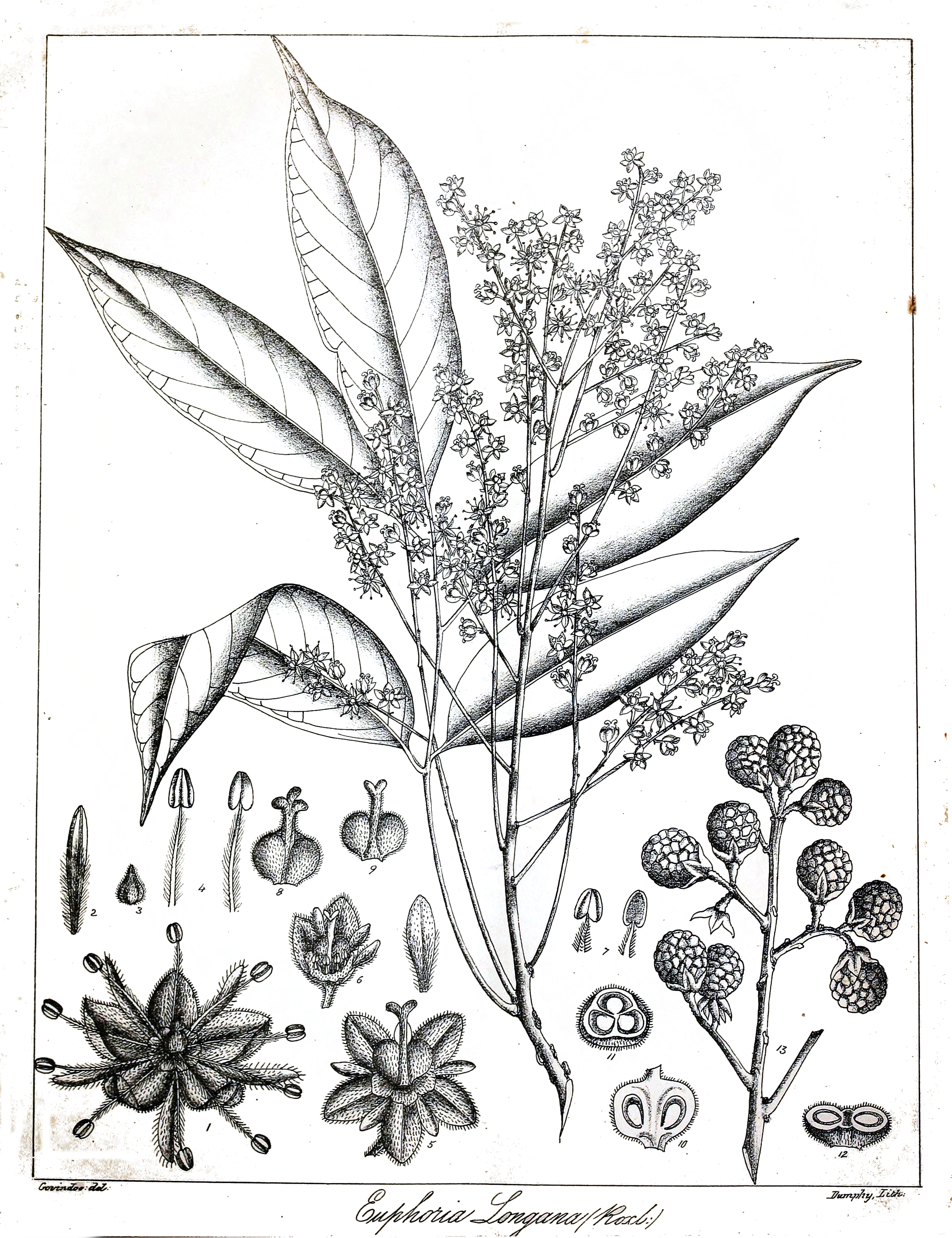
Ботаническая иллюстрация из первого тома «The Flora Sylvatica for southern India»

## Описание
Крупные вечнозелёные деревья, достигающие в высоту до 25—40 м. Листья перистые. Цветки однополые, актиноморфные, на вид невзрачные и малозаметные собраны в крупные соцветия в виде метёлок. Плоды съедобные, овальной формы 3—5 см длиной, с одним семенем, окруженным полупрозрачным и сочным слоем плодовой мякоти, покрытой тонкой, но жесткой, оранжевого или красного цвета кожицей.

## Значение
Вид Лонган (Dimocarpus longan) культивируют в коммерческих масштабах ради производства фруктов.

## Таксономия
Dimocarpus Lour., 1790, Flora Cochinchinensis 1: 223–234.
Возможный синоним  Pseudonephelium Radlk.

### Виды
Некоторые виды:
- Dimocarpus australianus Leenh.
- Dimocarpus dentatus Meijer ex Leenh.
- Dimocarpus foveolatus (Radlk.) Leenh.
- Dimocarpus fumatus (Blume) Leenh.
- Dimocarpus gardneri (Thwaites) Leenh.
- Dimocarpus leichhardtii (Benth.) S.T.Reynolds
- Dimocarpus longan Lour.
- Dimocarpus yunnanensis (W.T.Wang) C.Y.Wu & T.L.Ming